# Lukáš Bajer
Lukáš Bajer (Přerov (Tsjecho-Slowakije), 15 december 1984) is een voormalig Tsjechisch profvoetballer die doorgaans als middenvelder speelde.

## Carrière
Bajer begon zijn carrière in het profvoetbal in 2006 bij de Tsjechische tweededivisionist FC Dosta Bystrc-Kníničky. Na een jaar werd hij overgenomen door subtopper SK Sigma Olomouc, waar de middenvelder snel uitgroeide tot een vaste waarde in het eerste elftal. Zijn progressie trok de aandacht van meerdere Nederlandse clubs; na eerst door AZ te zijn afgetest verdiende hij bij Heracles Almelo een contract op huurbasis voor een jaar, met een optie tot koop. Heracles heeft na dat jaar van koop afgezien en Bajer speelt sinds seizoen 2009/2010 weer voor SK Sigma Olomouc. Vanaf 2012 speelde hij onder meer in Kazachstan, Moldavië, Slowakije en Canada. Sinds 2016 speelde hij in het Griekse amateurvoetbal. In 2019 eindige zijn loopbaan.